# Козлиновский
Козлиновский — хутор в Новоаннинском районе Волгоградской области Волгоградской области России. Входит в состав Староаннинского сельского поселения. Население 248 человек (2010).

## География
Расположен в северо-западной части области, у озера Большие Ярыжки. Примыкает к западной окраине станицы Староаннинская
Уличная сеть состоит из трёх географических объектов: ул. Восточная, ул. Казачья, ул. Ольховая.
Абсолютная высота 83 метра над уровня моря
.
Географическое положение
Расстояние до
центра поселения станица Староаннинская: 1 км
районного центра станица Новоаннинский: 12 км.
областного центра Волгоград: 241 км.

## Население
| 2010 |
| ---- |
| 248  |

Гендерный состав
По данным Всероссийской переписи населения 2010 года в гендерной структуре населения из 248 человек мужчин — 106, женщин — 142 (42,7 и 57,3 % соответственно).
Национальный состав
Согласно результатам переписи 2002 года, в национальной структуре населения
русские составляли 96 % из общей численности населения в 244 человека

## Инфраструктура
Дом культуры (Восточная ул., д. 87).

## Транспорт
Выезд на автодорогу «Самойловка (Саратовская область) — Елань — Преображенская — Новоаннинский -
Алексеевская — Кругловка — Шумилинская (Ростовская область) (в границах территории Волгоградской области)» (идентификационный номер 18 ОП РЗ 18К-6) (Постановление Администрации Волгоградской обл. от 24.05.2010 N 231-п (ред. от 26.02.2018) «Об утверждении Перечня автомобильных дорог общего пользования регионального или межмуниципального значения Волгоградской области»).
Просёлочные дороги.